# Ludres
Ludres este o comună din departamentul Meurthe-et-Moselle din nord-estul Franței.
Locuitorii se numesc Ludréeni. În trecut, locuitorii din Ludres erau cunoscuți de vecini ca rôtisseurs („vânzători de carne friptă”), deoarece anterior s-au adunat cu toții ca să-și vadă preotul adulter cum este ars pe rug.

## Orașe înfrățite
Comuna Ludres este înfrățită cu:
- Furth im Wald, Germania
- Furth bei Göttweig, Austria
- Domažlice, Cehia